# José Inácio Bettencourt
José Inácio Bettencourt (Santo Amaro, ilha de São Jorge, 30 de Agosto de 1792 - Toledo, ilha de São Jorge, 23 de Março de 1877) foi produtor Agrícola em terras próprias e militar do exército português na especialidade de infantaria.

## Biografia
Prestou serviço no exército português, no Regimento de Guarnição nº 1, aquartelado na Fortaleza de São João Baptista, no Monte Brasil, junto à cidade de Angra do Heroísmo.
Foi um dos maiores detentores de terras na localidade de Santo Amaro, e também na localidade do Toledo. Teve igualmente grandes áreas de terra nas fajãs da costa Norte da ilha de São Jorge, nomeadamente na, Fajã Rasa, Fajã da Ponta Furada, e Fajã de Manuel Teixeira, onde produzia vinho de várias castas, particularmente da casta conhecida regionalmente, como “Vinho de cheiro”, que era vendido principalmente na vila das Velas.
Nessas mesmas fajãs, em sítios específicos do ponto de vista de adaptação Ambiental, autênticos biótopos únicos das fajãs,  a que era chamado “fontes de inhames” produzia inhames de grande qualidade que eram vendidos em diferentes locais da ilha com predominância para a vila das Velas.
O inhame ao longo dos séculos sempre foi tido como uma planta de grande valor económico, e embora estando dedicada principalmente à alimentação popular chegou a estar ligado ao acontecimento que ficou conhecido como Revolta dos inhames.

## Relações Familiares
Foi filho de Manuel Inácio de Bettencourt e de D. Antónia Maria de Bettencourt. Casou em 15 de Setembro de 1817 com D. Isabel Joséfa de São Joaquim (Beira, Vila das Velas, ilha de São Jorge 21 de Novembro de 1794 -  Toledo, Santo Amaro, ilha de São Jorge, 29 de Janeiro de 1877). Foi filha de Manuel de Oliveira Machado e de D. Rosa Bernarda de Sam Joaquim, de quem teve três filhos:
1. Maria Joséfa de Bettencourt (Velas, ilha de São Jorge 3 de Novembro de 1828 - 24 de Fevereiro de 1871 Toledo, Santo Amaro, Velas, ilha de São Jorge), casou com Manuel de Ávila Bettencourt a 4 de Maio de 1854 no Toledo, Santo Amaro.
2. João (28 de Dezembro de 1820 -?).
3. António (? - 29 de Março de 1839).